# نبيلة (اسم)
نبيلة هو اسم علم مؤنث من أصل عربي، ومعناه هو جاء على صيغة المبالغة، وهي كثيرة العطاء، كثيرة الإحسان،.

## شخصيات تحمل الاسم
- نبيلة التونسي (1959 – )
- نبيلة الرمضاني (صحفية فرنسية)
- نبيلة الزبير (شاعرة يمنية، 1964 – )
- نبيلة السيد (ممثلة، 7 أغسطس 1938 – 30 يونيو 1986)
- نبيلة بن عطية (5 فبراير 1992 – )
- نبيلة تيزي (لاعبة كرة يد جزائرية، 20 مارس 1984 – )
- نبيلة عبيد (ممثلة مصرية، 21 يناير 1945[2] – )
- نبيلة معن (مغنية مغربية، 6 ديسمبر 1987 – )
- نبيلة منيب (سياسية مغربية، 14 فبراير 1960 – )
- نبيلة يلينغم (ممثل أمريكي، 31 أغسطس 1931[3][4] – 17 يناير 2004[3][4])

## وصلات خارجية
- موسوعة السلطان قابوس لأسماء العرب